# Castrocalbón
Castrocalbón (asztur-leóni nyelven Castrucarbón) település Spanyolországban, León tartományban. Lakosainak száma 913 fő (2024).

## Földrajza
Castrocalbón Castrocontrigo, Quintana y Congosto, Santa Elena de Jamuz, Quintana del Marco, San Esteban de Nogales, Fuente Encalada és Ayoó de Vidriales községekkel határos.

## Népesség
A település lakosságának változását az alábbi diagram mutatja:
| Lakosok száma | 1358 | 1254 | 1163 | 1100 | 1037 | 1050 | 1002 | 964  | 931  | 913  |
|               | 2001 | 2004 | 2007 | 2009 | 2012 | 2014 | 2017 | 2019 | 2022 | 2024 |